# Gottfried Heinrich Burghart
Gottfried Heinrich Burghart (* 5. Juli 1705 in Reichenbach, Erbfürstentum Schweidnitz; † 16. Juli 1771 in Brieg) war ein schlesischer Mediziner und Mathematiker.

## Leben
Gottfried Heinrich Burghart war der Sohn des Mediziners und Lyrikers Christoph Gottehr Burghart, der als Kreisphysikus und Bürgermeister in Reichenbach wirkte, und dessen Ehefrau Anna Rosine, geborene Bischof. Gottfried Heinrich besuchte ab 1720 das Elisabet-Gymnasium in Breslau und studierte ab 1727 an der Alma Mater Viadrina in Frankfurt an der Oder Medizin. Nach seiner Promotion zum Dr. med. im Jahr 1730 praktizierte er als Arzt in Frankfurt an der Oder, Reichenbach und Breslau. Ab 1743 wurde er als Professor der Mathematik und Naturlehre am Gymnasium in Brieg angestellt. In den Jahren danach untersuchte und verbesserte er daneben auch auf Befehl des Königs die Schlesischen Bergwerke. 
Am 12. März 1756 wurde er mit dem akademischen Beinamen Zosimus III. zum Mitglied (Matrikel-Nr. 609) der Leopoldina gewählt.

## Schriften
- De termino pubertatis. Schwartz, Francofurtum ad Viadrum 1730 (Digitalisat)

- Historisch-Physicalisch- und Medicinische Abhandlung, Von Den warmen Bädern Bey Land-Ecke, In der Königlich Preußischen zum Hertzogthum Schlesien gehörigen Grafschafft Glatz gelegen, Worinnen von derselben Erfindung und Verbesserung, den natürlichen Ursachen, ingleichen ihrer Würckung in den menschlichen Cörper; und ihrem ausnehmenden Nutzen zu Heilung vieler beschwerlicher Kranckheiten, nebst der Art und Weise sich ihrer zur Bade- Trinck- Schweiß- u. Tropf-Cur vortheilhafft zu gebrauchen, aus zureichenden Gründen und vielfacher Erfahrung genugsame Nachricht ertheilet wird. Korn, Breßlau 1744 (Digitalisat)

- Neue Zusätze zu der wohl eingerichteten Destillier-Kunst, Wodurch dieselbe an vielen Stellen, wo es nöthig, in der ersten Abtheilung erläutert, und in der andern mit einer beträchtlichen Anzahl nutzbarer und richtiger Processe, die zum Theil zuvor noch niemalen gedruckt, zum Theil wenig bekannt, oder sehr dunckel beschrieben gewesen, bereichert, und also mercklich vermehret, und ansehnlich verbessert, folglich durchgehends brauchbarer gemachet wird; Allen Liebhabern und Kennern der Chemie zu besonderm Vortheil und Ergötzung, gröstentheils aus selbst eigener Erfahrung, aufrichtig mitgetheilet. Neue und revidirte Auflage, Korn, Breßlau und Leipzig 1754 (Digitalisat)